# Аль-Исра
Аль-Исра́ (араб. الإسراء — Ночной перенос) — семнадцатая сура Корана. Сура мекканская, за исключением двенадцати аятов — 26, 32, 33, 57 и 73-80, которые были ниспосланы в Медине.  Состоит из 111 аятов.

## Содержание
Данная сура начинается с восхваления Аллаха Всевышнего, затем в ней рассказывается о ночном путешествии (исра) пророка Мухаммада в Иерусалим. Отсюда название суры «Ночной перенос».
В суре разъясняются знамения Аллаха в сотворении Вселенной и смене ночи и дня, говорится о воздаянии людям в Судный день за их деяния в земном мире. Далее следуют аяты, говорящие о необходимости почтительного отношения к родителям: нужно всегда оказывать им уважение и заботиться о них. В суре приводятся притчи, заповеди и наставления. В этой суре указывается на уникальность и неподражаемость Корана и на то, как бессильны джинны и люди создать подобное, хотя некоторые люди отрицают это. Далее говорится о Духе и его сути, а также о том, что в Священном Коране разъясняется истина и поведение подлинных верующих, которым всегда нужно благодарить Аллаха.

Мы ниспослали его (Коран) с истиной, и он сошёл с истиной, а тебя Мы послали только добрым вестником и предостерегающим увещевателем. ۝ Мы разделили Коран для того, чтобы ты читал его людям не спеша. Мы ниспослали его частями. ۝ Скажи: "Веруйте в него (Коран) или не веруйте! Воистину, когда его читают тем, кому прежде было даровано знание, они падают ниц, касаясь земли своими подбородками. ۝ Они говорят: "Хвала нашему Господу! Воистину, обещание нашего Господа непременно исполнится". ۝ Они падают ниц, касаясь земли подбородками и рыдая. И это приумножает их смирение". ۝ Скажи: "Призывайте Аллаха или призывайте Милостивого! Как бы вы ни призывали Его, у Него – самые прекрасные имена". Не совершай свой намаз громко и не совершай его шёпотом, а выбери среднее между этим. ۝ Скажи: "Хвала Аллаху, Который не взял Себе сына, Который ни с кем не делит власть, Которому не нужен защитник от унижения". И возвеличивай Его величаво!
— Коран 17:105—111 (Кулиев)